# 시모나카촌
시모나카촌(일본어: 下中村)은 일본 가나가와현 아시가라시모군에 존재했던 촌이다. 현재의 오다와라시 동부, 도카이도 본선 고즈역의 주변에 해당한다.

## 역사
- 1889년 4월 1일 - 정촌제 시행에 의해 아시가라시모군 시모나카촌이 성립하였다.
- 1955년 4월 1일 - 마에하촌과 합병해 다치바나정이 성립하여, 동일 시모나카촌은 폐지되었다.

## 참고 문헌
- 角川日本地名大辞典編纂委員会,『角川日本地名大辞典 神奈川県』1984, 角川書店
- 竹見龍男『中村郷―橘・中井の歴史』私家版、1970年。
- 相模人形芝居下中座『国指定重要無形民俗文化財　相模人形芝居下中座の歩み』相模人形芝居　下中座、1998年。